# Stenomacrus binotatus
Stenomacrus binotatus là một loài tò vò trong họ Ichneumonidae.